# Алеф (буква финикийского алфавита)
А́леф — первая буква финикийского алфавита.

## Произношение
В финикийском языке буква алеф (𐤀) обозначала гортанную смычку.

## Происхождение
Согласно наиболее распространённым версиям, алеф (как и остальные буквы финикийского алфавита) восходит к египетскому иероглифу. Предполагается, что первоначально пиктограмма, от которой произошёл символ, обозначала вола или быка на финикийском языке. Её начертание происходит от буквы протосинайского алфавита, которая, в свою очередь, происходит от египетского иероглифа, изображавшего голову быка.

## Потомки в поздних алфавитах
- греческий: Α, α (альфа)
  - кириллица: А, а
  - этрусский: 𐌀
    - латиница: A, a
- арамейский: 𐡀
  - сирийский: ܐ
    - арабский: ﺍ (алиф)

  - еврейский: א (алеф)